# Karjalan Sanomat
 El Karjalan Sanomat (Noticias de Carelia) es un periódico en finés de la República de Carelia, publicado en Petrozavodsk. 
Nombres previos: 
- 1920-1923: Karjalan kommuuni (Comuna de Carelia)
- 1923-1937: Punainen Karjala (Carelia roja)
- 1938-1940: Советской Карелия (Carelia soviética)[1]
- 1940-1955: Totuus (La verdad)
- 1955-1957: Leninilainen totuus (La verdad de Lenin)
- 1957-1991: Neuvosto-Karjala (Carelia soviética)
- 1991-: Karjalan sanomat (Noticias de Carelia)

De 1938 a 1940, el periódico se imprimió en carelio usando el alfabeto cirílico, en lugar de finés.